# Lisa von Lösnich

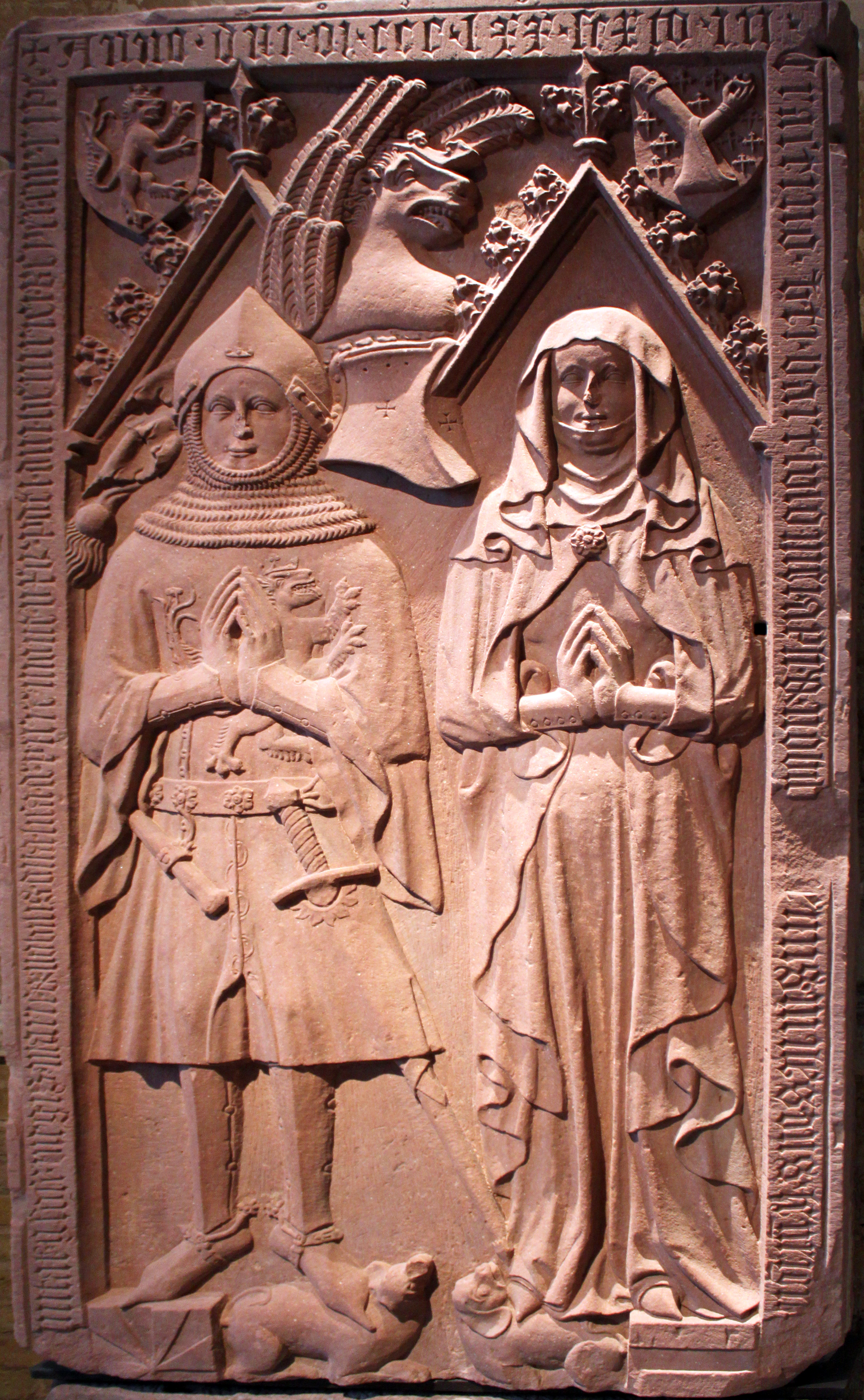
Epitaph der Eheleute Heinrich Beyer Von Boppard und Lisa von Pyrmont (von Lösnich, Todesjahr 1399). Oben rechts das Lösnicher Wappen.

Lisa von Lösnich (* unbekannt; † 7. September 1399) war eine Adlige und die letzte der Stammeslinie des ritterlichen Geschlechts „von Lösnich“.
Stammsitz der Ritter von Lösnich war die gleichnamige Burg in der kleinen reichsunmittelbaren Herrschaft Lösnich an der Mosel im Landkreis Bernkastel-Wittlich.
Die Ritter von Lösnich traten 1226 erstmals urkundlich in Erscheinung und erloschen mit dem Tod Conrads von Lösnich, Lisas einzigem Bruder, um 1376 in ihrem Mannesstamm. Weitere Geschwistern sind nicht bekannt.
Lisas erste Erwähnung fällt in das Jahr 1330 im Zusammenhang mit ihrer Eheschließung mit Cuno VII. von Pyrmont.
Ausgehend von einem damals heiratsfähigen Alter zwischen 12 und 20 Jahren erreichte Lisa bis zu ihrem Tod im Jahre 1399 mit vielleicht 85–90 Jahren für die durchschnittliche Lebenserwartung im Mittelalter von ca. 35 Jahren ein hohes Alter, und dies in der Zeit der großen europäischen Pandemie von 1347 bis 1353, als ein Drittel der damaligen europäischen Bevölkerung der Pest zum Opfer fiel.
Nach dem frühen Tod ihres ersten Mannes heiratete Lisa (von Pyrmont) in zweiter Ehe Heinrich Beyer von Boppard (nach 1351), einen einflussreichen Ministerialen und Burgherrn zu Boppard am Rhein.

## Herkunft
Die Eltern Lisas waren Ritter Conrad von Lösnich († um 1361) und Adelheid von Bruch († um 1339). Bis auf ihren Bruder Conrad von Lösnich († um 1371) sind keine weiteren Geschwister bekannt. Ihr Vater Conrad von Lösnich wurde seit Anfang des 14. Jahrhunderts häufig als Zeuge und Mitsiegler im Urkundenwesen herangezogen. Er zählte zu den erzbischöflichen Ministerialen der Kölner und Trierer Erzbischöfe aus dem niederen Ritteradel an der Mittelmosel. Adelheid von Bruch stammt von Burg Bruch in der Eifel. Ihre Eltern waren Theoderich von Bruch († vor 1318) und wahrscheinlich Adelheid von Rodemachern († nach 1338). Stammsitz dieses Geschlechts war die gleichnamige Burg Bruch.

## Erste Ehe mit Cuno von Pyrmont

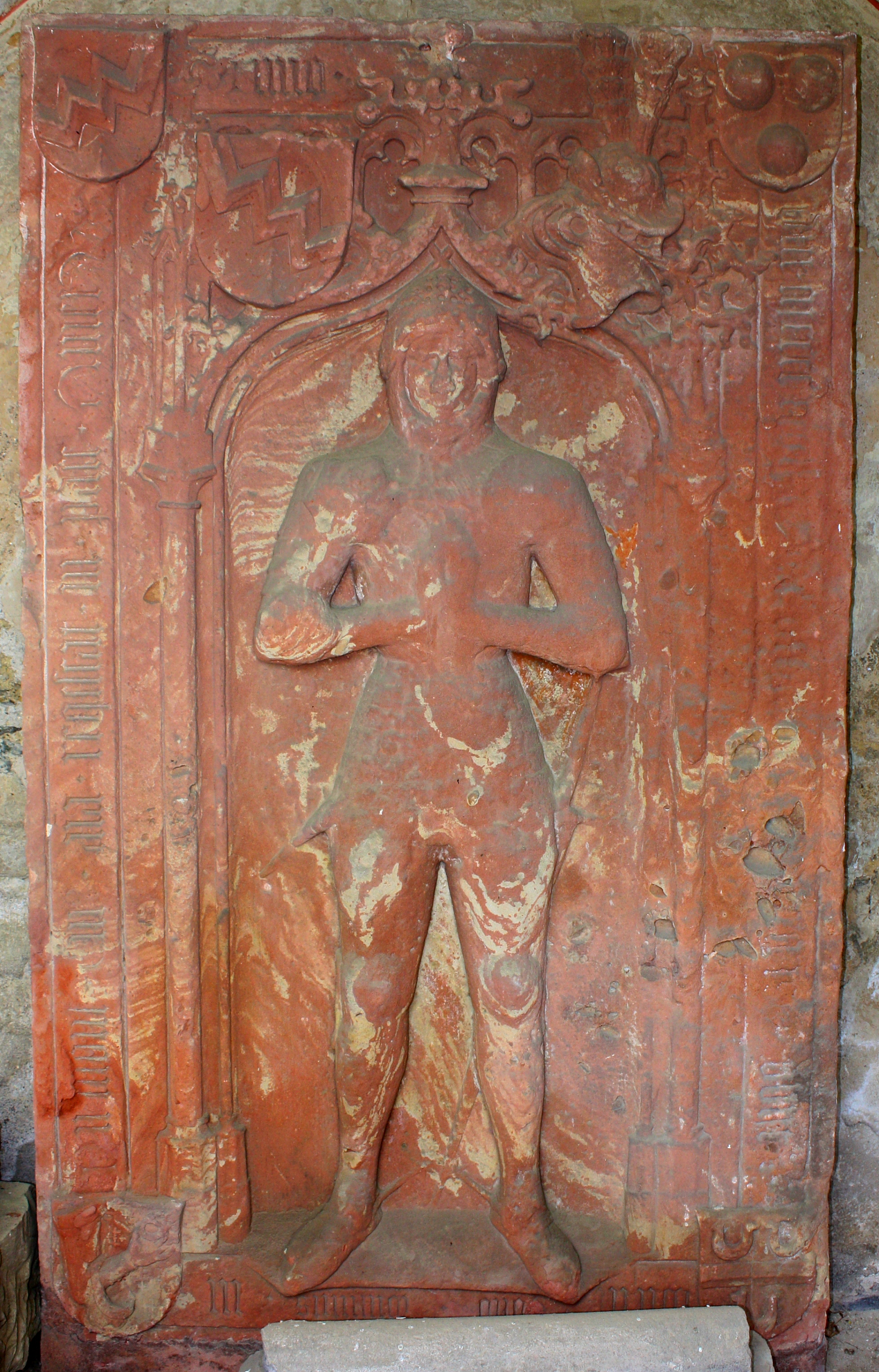
Epitaph von Cuno IX. von Pyrmont im Garten des St. Castor Stifts in Treis-Karden an der Mosel. Unten links das Lösnicher Wappen.

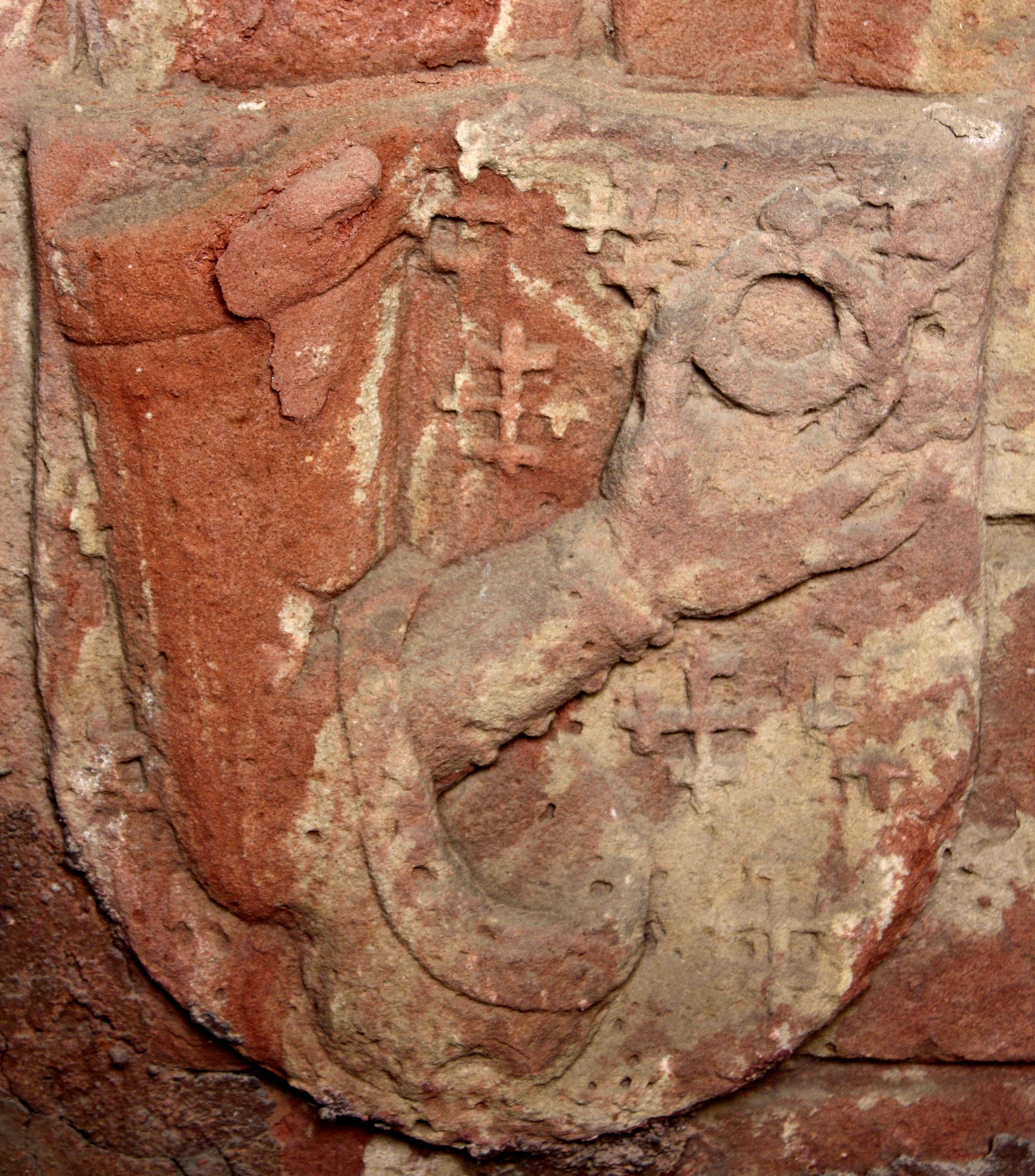
Wappenabbildung der Ritter von Lösnich auf dem Epitaph von Cuno IX. von Pyrmont 1447 im St. Kastor Stift in Treis-Karden

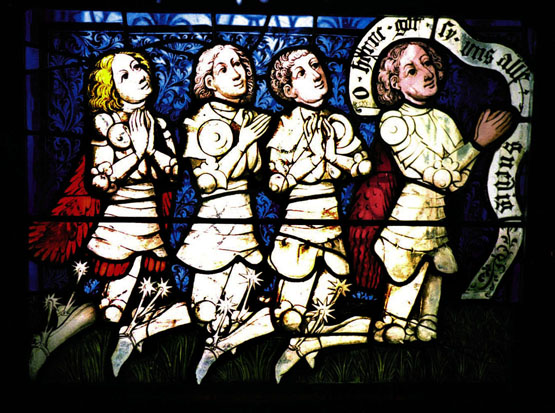
Cuno IX. von Pyrmont und von Ehrenberg mit Söhnen. Aus dem ehem. Pyrmont-Fenster der Karmeliterkirche Boppard.

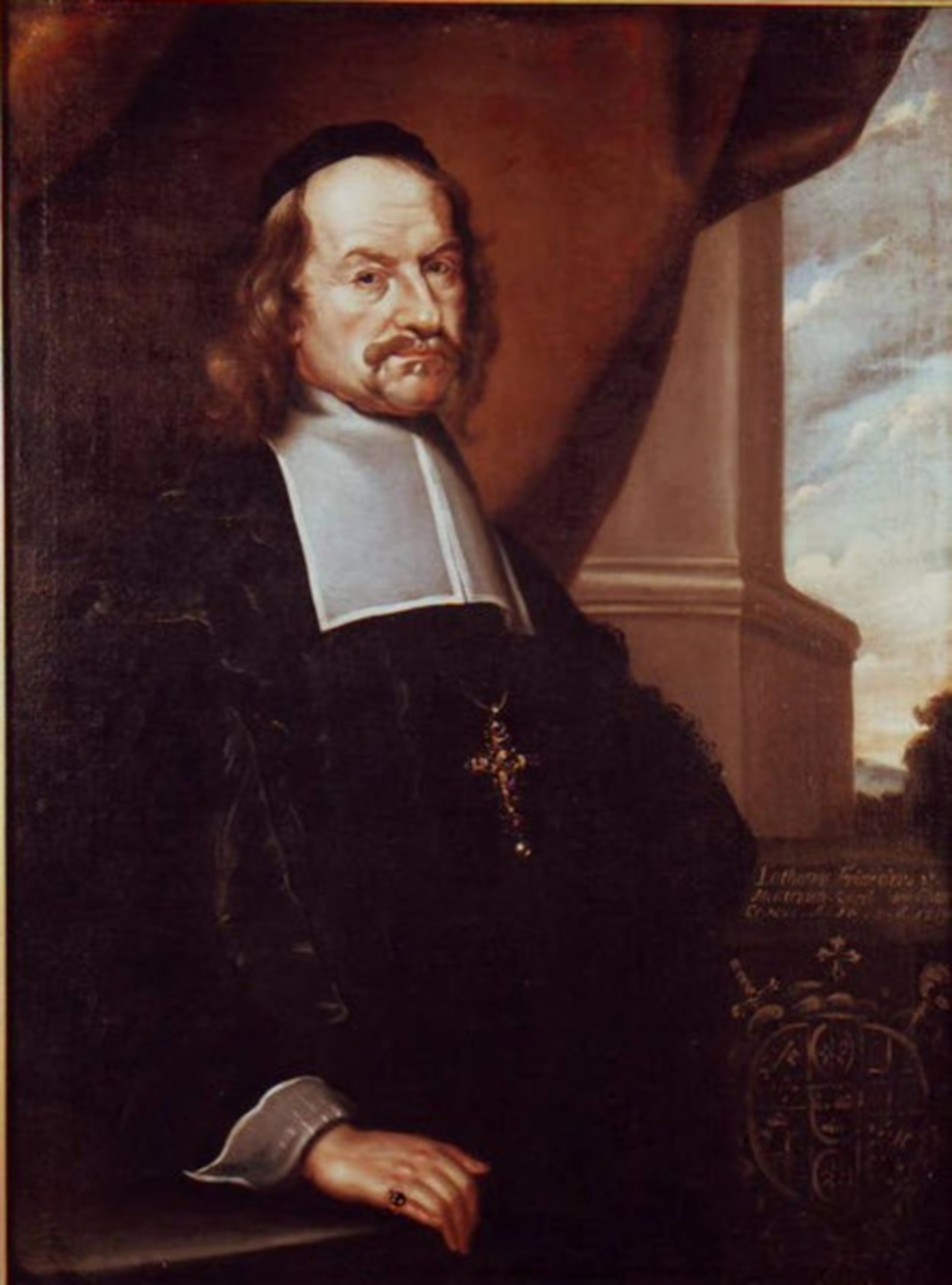
Kurfürst und Erzbischof Lothar Friedrich von Metternich

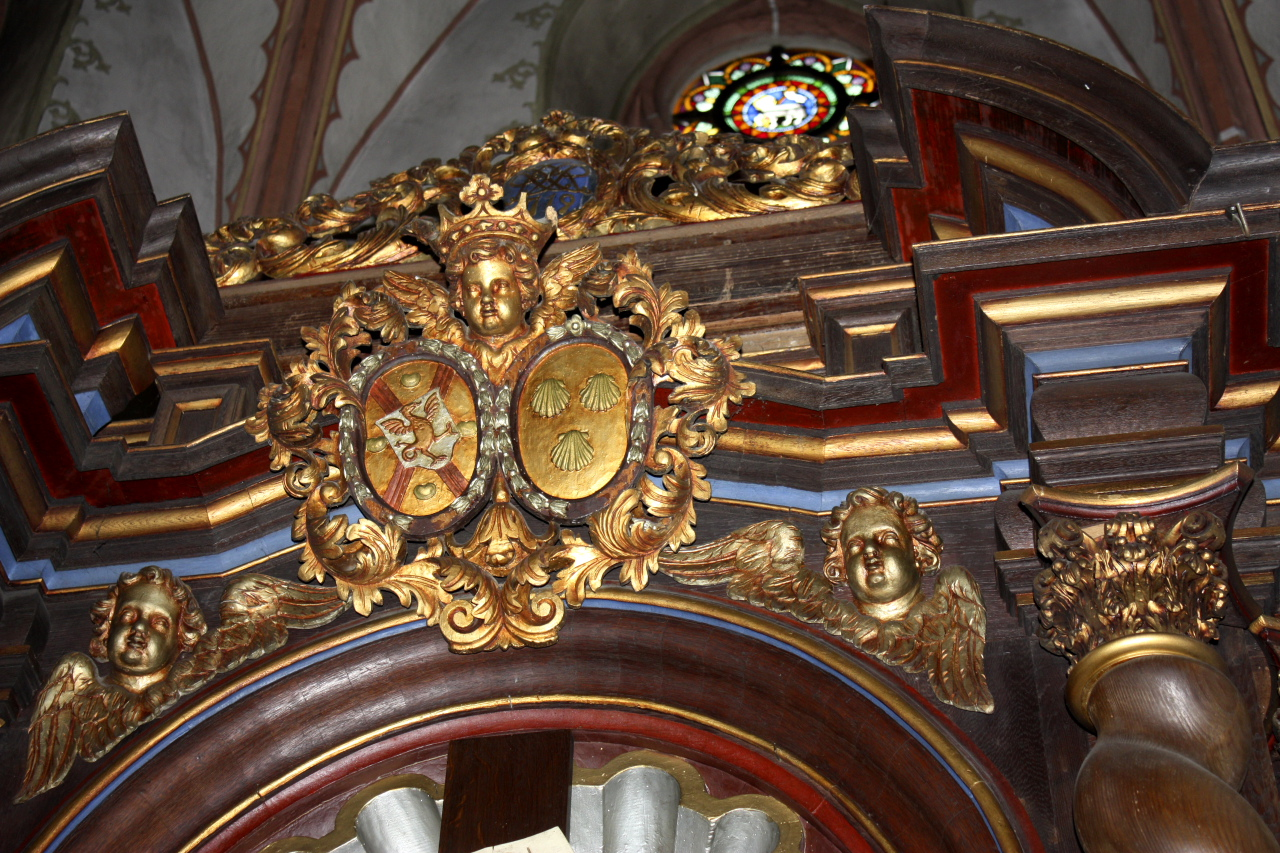
Ehewappen Casimir Friedrich von Kesselstatt und Anna Clara von Metternich am Hauptaltar in der Pfarrkirche St. Vitus in Lösnich

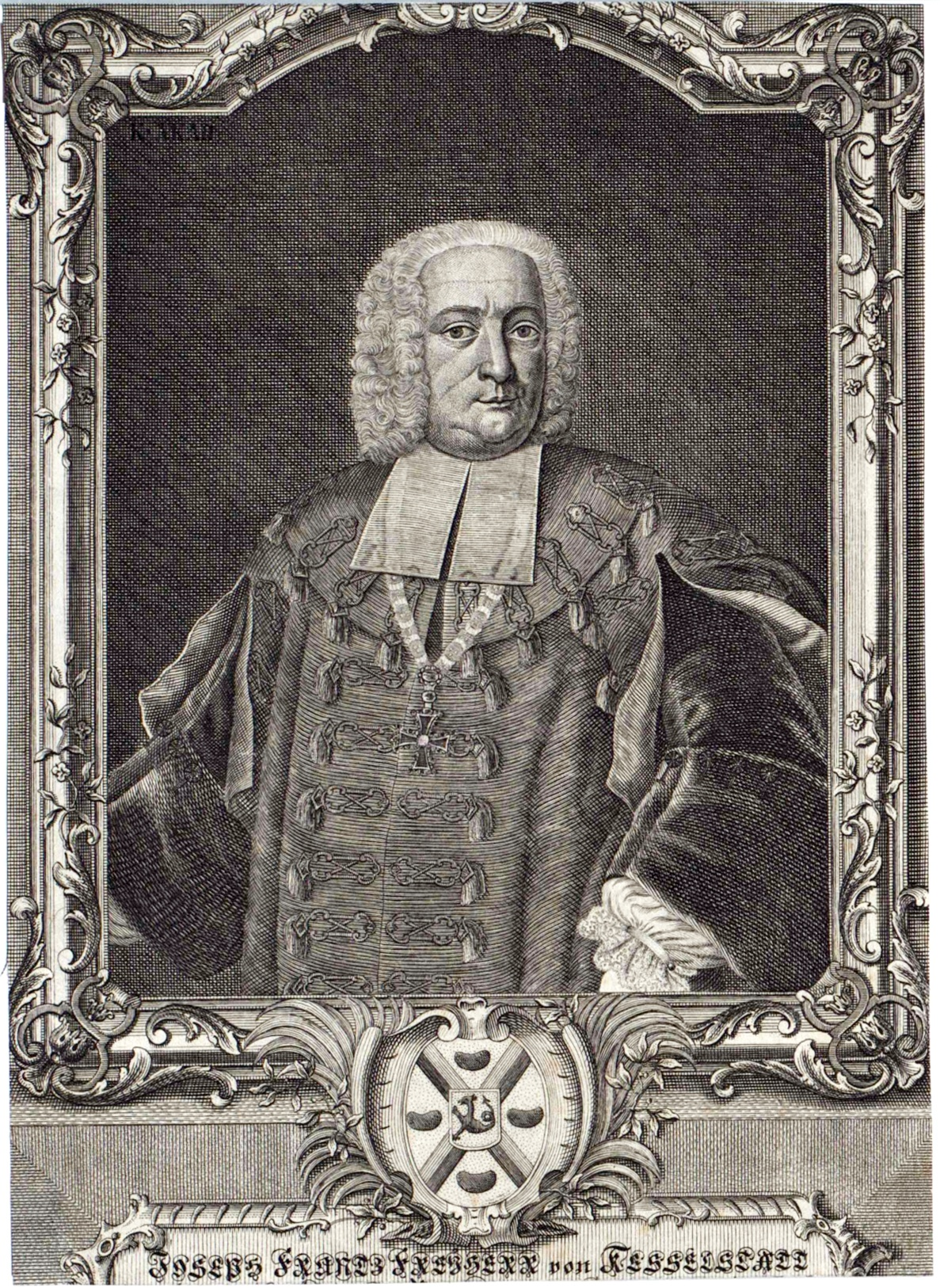
Freiherr Joseph Franz von Kesselstatt (1695–1750), Domherr und Diplomat in Mainz

In erster Ehe vermählte sie sich 1330 mit Cuno VII. von Pyrmont, Sohn des Heinrich Herrn von Pyrmont. Stammsitz der Herren von Pyrmont war die an der Eltz bei Münstermaifeld gelegene Burg Pyrmont.

### Ehevertrag
Die Eheberedung zwischen Lisa von Lösnich und Cuno VII. von Pyrmont, in der alle Erbschaftsangelegenheiten und die Mitgift Conrads an seine Tochter urkundlich geregelt wurden, fand am 13. Oktober 1330 in Zell an der Mosel statt.
Conrad von Lösnich verpflichtete sich zu einer Mitgiftszahlung von 1000 Pfund Heller an seine Tochter Lisa. Mit dieser Summe sollten die von Pyrmont an das Kloster Marienburg verpfändeten Höfe zu Missenich und Ahre gelöst und an Lisa und Cuno übertragen werden.
Lisa verzichtete ihrerseits auf alle Erbrechte an den Besitztümern und Einkünften ihres Vaters Conrad von Lösnich. Zeugen dieser Beredung waren neben Conrad von Lösnich auch Colin von Wittlich und die Ritter Conrad von Esch und Wilhelm von Urley. Gesiegelt wurde die Urkunde von den Rittern Heinrich von der Leyen und Scheids von Dune.
Die Auslösung der Verpfändung an das Kloster Marienburg ist allem Anschein nach bereits innerhalb eines Jahres erfolgt. Petrissa, die Meisterin und der gesamte Konvent des Klosters bekennen am 13. September 1331, dass Conrad von Lösnich die Summe von 1000 Pfund Heller, die er seiner Tochter Lisa als so genannten „Heiratspfennig“ versprochen hatte, an das Kloster bezahlt habe, um damit die von den „Pyrmontischen Erben“ verkaufte Gült zu lösen.
Obwohl laut Vereinbarung der erwähnten Eheberedung Lisa keinerlei Erbrechte mehr an der Herrschaft Lösnich innehaben sollte, wurde sie im Jahre 1342 unter Bewilligung Erzbischof Balduins von Trier von ihrem Vater Conrad von Lösnich mit etlichen Gütern bedacht, die vom Erzstift Trier lehnsrührig waren. Dazu gehörten der Hof zu Rachtig (Ratick) bei Zeltingen mit „Zubehör“, das Burglehen zur Neuerburg bei Wittlich, zwei Weingärten zu Erden und Lösnich, ein halbes Fuder Weinrente, die Renten an 6 Hofstätten, eine gesamte Hofstatt in Lösnich und eine Hofstatt auf Burg Arras (bei Alf an der Mosel) mit allen dazugehörenden Zehnten.
Lisas Bruder Conrad war 1348 verheiratet mit Idberga von Bornheim, die mit ihm ihre bereits dritte Ehe führte.

### Kinder aus der Ehe
Mit Cuno VII. von Pyrmont hatte Lisa drei Kinder, Heinrich, Cunigunde und Aleide. Cuno muss jedoch schon sehr früh verstorben sein, denn bereits im Juni 1347 bestellte Conrad Herr zu Lösnich die Herren Philipp Herr zu Schöneck und Friedrich den Älteren, Herr zu Ehrenberg als Vormünder für seine Enkelkinder Heinrich, Kunen und Aleide.
Heinrich von Pyrmont, der Sohn aus der Ehe Cunos mit Lisa von Lösnich erhielt schon 1371 die ehemaligen Lehen seines Onkels Conrad von Lösnich in Erdener und Lösnicher Gemarkung, die vom Grafen Heinrich von Veldenz lehnsrührig waren.
Die Übertragung dieser Lehnsgüter geschah wohl infolge des Todes von Conrad dem Jüngeren, dem letzten männlichen Erben des Lösnicher Geschlechts. Dafür spricht, dass am 15. August 1371 Ritter Conrad von Lösnich noch in einem Schuldhandel für den Ritter Johann von Clotten und den Rheingrafen Johann Widger von Dunen bürgte, doch am 6. Januar 1372 Conrad Beyer, ein Sohn Lisas von Lösnich aus zweiter Ehe, durch Karl den IV. eine Rente auf den „Zoll vom Fels“ erhielt, der durch den Tod Conrads von Lösnich wieder dem Reich angefallen war.
Die Herren von Pyrmont waren nicht lange an der Herrschaft Lösnich beteiligt. Heinrich von Pyrmont bewittumte am 12. September 1400 mit der ihm zugehörigen Hälfte die Gemahlin seines einzigen Sohnes Cuno IX., Grete von Schonenburg.

## Nachfahren über die Linie von Pyrmont
Nach dem Tod seines Vaters Heinrich IV. von Pyrmont verkaufte Cuno VI. (?) am 14. September 1409 den väterlichen Anteil an Lösnich für 1200 Rheinische Gulden an seinen Onkel Conrad Beyer und dessen Söhne Dietrich und Heinrich. Er behielt sich jedoch ausdrücklich das Wiederkaufsrecht für sich und seine Erben vor, welches jedoch niemals eingelöst wurde. Damit kam Conrad Beyer von Boppard zur alleinigen Herrschaft über das Schloss zu Lösnich.
Die Beyer von Boppard blieben alleinige Herren in Lösnich bis zum Jahre 1598, als Georg Beyer von Boppard durch eine türkische Kugel bei der Belagerung von Ofen im Alter von nur 33 Jahren zu Tode gekommen ist.
Über die Linie von Pyrmont erscheinen die Nachfahren von Lisa von Lösnich auch nach Aussterben des Mannesstammes durch Heirat in vielen Adelsgeschlechtern des mosel- und rheinländischen Adels. So lässt sich auch eine Linie bis zu noch lebenden Mitgliedern der Reichsgräflichen Familie von Kesselstatt nachweisen.
Hinweis zum Aufbau der Liste:
Lisa von Lösnich …
- Sohn Heinrich der IV. …
- dessen Sohn Heinrich der V. …
- Nachfahren von Lisa von Lösnich über die Linie Kuno VII. von Pyrmont bis zur Linie von Kesselstatt

Lisa von Lösnich († 1399) & Kuno VII. von Pyrmont (Heirat 1330)
- Heinrich IV. von Pyrmont (1361–1400) & Elisabeth v. Bourscheidt (1398 Wwe.)
- Heinrich von Pyrmont und Katharina von Gronsfeld
- Kuno IX. von Pyrmont (1396–1447) & Margarethe von Schönburg († 1431)
- Heinrich der VI. von Pyrmont (1435–1487) & Elisabeth von Sombreff
- Heinrich der VII. von Pyrmont 1495 Reichsfreiherr & Margarethe Waldbott von Bassenheim
- Elisabeth von Pyrmont (Erbtochter, 1497) & Philipp von Eltz (1460–1539)
- Heinrich von und zu Eltz († 1557) & Johanna von Elter (1551)
- Katharina von und zu Eltz († 1598) & Georg IV. von der Leyen († 1582)
- Maria von der Leyen (1660) & Johann Gerhard von Metternich, Herr zu Bourscheid (1614)
- Freiherr Wolf Heinrich von Metternich-Bourscheid († 1699) & Anna Margaretha von Schönborn, Freiin (1637–1676) -> Kauf des Herrschaft Lösnich 1673 von den Grafen von Chrichingen
Bruder: Lothar Friedrich von Metternich, 1673–1675 Erzbischof und Kurfürst von Mainz
- Anna Maria Klara von Metternich, Freiin (1662–1719) & Casimir Friedrich von Kesselstatt (1664–1729)Erbschaft der Herrschaft Lösnich (Heirat 1690)
 Schwester: Maria Ursula von Metternich, 1680 bis zu ihrem Tode 1727 Äbtissin im Kloster Machern an der Mosel
- Karl Friedrich Melchior, Freiherr 'von Kesselstatt (1692–1751) und Isabella Freiin Raitz von Frentz

Bruder: Joseph Franz von Kesselstatt (1695–1750), 1729 Domherr in Mainz und 1743 Dompropst in Trier
- Johann Hugo Casimir Edmund Reichsgraf von Kesselstatt (1727–1796) & Katharina Freiin von Katzenelnbogen
- Karl Reichsgraf von Kesselstatt (1756–1829) & Theresia Franziska Philipia Walpurgis von Stadion
- Clemens Reichsgraf von Kesselstatt (1792–1823) & Franziska von Fünfkirchen, 1794 Ende des Feudalsystems und damit Aufgabe der Herrschaft Lösnich
- Franz Josef Reichsgraf von Kesselstatt (1826–?) & Ida Capell, Gräfin von Wickenberg
- Eugen Reichsgraf von Kesselstatt (1870–1933) & Margaret Gräfin Szecheny
- Franz de Paul Reichsgraf von Kesselstat (1894–1938) & Gabriela Anna Olga Prinzessin von und zu Liechtenstein
- Franz Eugen Reichsgraf von Kesselstatt (1926–2013) & und Louisette von Laveran Stieber von Jinzberg
- Rudolf Reichsgraf von Kesselstatt (1956-) & Alexandra Schneider

### Cuno IX. von Pyrmont und Ehrenberg
Cuno von Pirmont war verheiratet mit Margaretha von Schönburg, die eine Enkelin und Erbin des letzten Herren von Ehrenberg auf der Ehrenburg bei Brodenbach an der Untermosel war. Damit ererbte er einen Lehensanspruch über die Herrschaft Ehrenberg. Aus der Ehe gingen drei Söhne und zwei Töchter hervor, Heinrich Johann und Friedrich. Seine letzte Ruhestätte fand Cuno 1447 zusammen mit seiner Gattin Margaretha in der St. Castorkirche in Treis-Karden an der Mosel. Zwei spätgotische Grabplatten aus rotem Sandstein mit einer nahezu lebensgroßen Darstellung des Paares können heute im Stiftsmuseum von Karden bewundert werden. Die auf den Grabplatten dargestellten Wappenschilder verweisen auf Abstammung und Verwandtschaft der beiden aus dem rheinischen und moselländischen Ritteradel. So findet sich dort das Wappen der Lösnicher Ritterfamilie, der Frauenarm mit Hängeärmel, einen Ring haltend und von kleinen Kreuzen umsäumt als Hinweise auf Lisa von Lösnich (von Pyrmont), Cunos Großmutter väterlicherseits.
Ein Erbvergleich zwischen den Brüdern Heinrich, Friedrich und Johann, 1441 eingerichtet von Cuno IX., regelte u. a., dass Friedrich den verpfändeten Pyrmonter Anteil an Lösnich erhalten sollte, der von den Brüdern vorher gemeinsam einzulösen war. Die Erbteilung führte zu Differenzen der Brüder, die des Öfteren vor dem kurtrierischen Schiedsgericht endeten. Dies führte so weit, dass über Heinrich VI. die Reichsacht verhängt wurde und die Verwaltung seines Besitzes an Friedrich von Pyrmont übertragen wurde. Heinrichs gleichnamiger Sohn jedoch, Heinrich VII. von Pyrmont, genoss hohes Ansehen bei Kurfürst Johann II. von Trier. 1495 war er vom späteren Kaiser Maximilian I. in den Freiherrenstand erhoben worden. Aus der ersten Ehe mit Margarethe von Waldbott von Bassenheim ging Elisabeth von Pyrmont hervor. Aus der zweiten Ehe mit Katharina von Mark die Söhne Eberhard und Johann.

### Eheverbindung zur Adelsfamilie von Eltz
Die männliche Linie des Geschlechts von Pyrmont endete 1524 mit dem Tod von Johann von Pyrmont, der Domherr in Trier war. Sein Bruder Eberhard von Pyrmont (1505–1514 erwähnt) verstarb ledig und kinderlos. Die Schwester der beiden, Elisabeth von Pyrmont, vermählt mit Philipp von Eltz, wurde damit alleinige Erbtochter.

### Eheverbindung zur Adelsfamilie von der Leyen
Der Sohn Heinrich von und zu Eltz († 1557) aus der Ehe Philipp von Eltz mit Elisabeth von Pyrmont war verheiratet mit Johanna von Elter. Eine Tochter aus dieser Ehe, Katharina von und zu Eltz († 1598), heiratete Georg IV. von der Leyen (1582). Das Geschlecht von der Leyen hatte seine Stammburg in Kobern-Gondorf bei Koblenz. Der Sohn aus dieser Ehe, Hans Caspar von der Leyen (1592–1640) trägt den Titel Herr zu Gondorf.

### Eheverbindung zu den Freiherrn von Metternich
Maria von der Leyen, die Schwester von Georg IV von der Leyen, heiratete Johann Gerhard von Metternich, Herr zu Bourscheid (1614). Aus dieser Ehe ging Wolf Heinrich von Metternich hervor, der die Herrschaft Lösnich 1673 durch Kauf von Franz Ernst von Chrichingen an sich brachte. Wolf Heinrich von Metternich war ein Nachfahre Lisa’s von Lösnich in 11. Generation. Sein Bruder Lothar Friedrich von Metternich wurde am 29. September 1617 auf Burg Bourscheid in Luxemburg geboren. Dieser war von 1652 bis 1675 Bischof von Speyer und von 1673 bis 1675 Erzbischof und Kurfürst von Mainz und Bischof von Worms. Er verstarb 1675 in Mainz und wurde im Mainzer Dom beigesetzt. Er war ein Urenkel von Lisa von Lösnich in 8. Generation. Wolf Heinrich hatte 12 Kinder, 4 Söhne und 8 Töchter. Sein Sohn Franz Wolfgang Nikolaus von Metternich, verstorben 1690, brachte es zum Domherrn in Mainz. Sechs seiner acht Töchter waren in geistlichen Ständen wiederzufinden. Maria Ursula von Metternich war von 1680 bis zu ihrem Tode 1727 Äbtissin im Kloster Machern an der Mosel. Unter ihr wurden grundlegende Neu- und Umbauarbeiten an der Klosteranlage begonnen.

### Eheverbindung zu den Reichsgrafen von Kesselstatt
Anna Maria Clara von Metternich, eine Tochter von Wolf Heinrich von Metternich und ein Nachkomme aus der Eheverbindung Pyrmont-Eltz in 5. Generation und von Lisa von Lösnich in 12. Generation heiratete am 27. November 1690 Casimir Friedrich von Kesselstatt. Ein Sohn aus dieser Ehe, Joseph Franz von Kesselstatt (1695–1750), wurde 1729 Domherr in Mainz und 1743 Dompropst in Trier. Über seinen Bruder Karl Friedrich Melchior Freiherr von Kesselstatt führt die Linie von Kesselstatt bis zu Rudolf Reichsgraf von Kesselstatt, den letzten Feudalherren in Lösnich, der heute mit seiner Familie in Schloss Föhren bei Trier lebt. Er ist ein Nachfahre von Lisa von Lösnich in 21. Generation.

## Zweite Ehe mit Heinrich Beyer von Boppard
Nach dem frühen Tod Cunos VII. von Pyrmont verehelichte sich Lisa um 1351 mit Heinrich Beyer von Boppard. Die Beyer von Boppard, ein früh zu hohen Ehren gelangtes Rittergeschlecht, stammen aus dem Reichsstädtchen Boppard am Rhein. Heinrich war auch Lehnsmann Kaiser Karls IV. und 1358 Schultheiß von Boppard. Er besuchte die Reichstage in Nürnberg (1355/1356) und Metz (1356/1357) zusammen mit Erzbischof Boemund von Trier. Hier wurde mit der „Goldenen Bulle“ das wichtigste Verfassungsdokument des spätmittelalterlichen Reiches beschlossen. Beziehungen zwischen den Beyern von Boppard und den Lösnichern scheinen schon vor dieser Ehe bestanden zu haben. Bereits Februar 1347 war Heinrich Beyer von Boppard zusammen mit Conrad von Lösnich Mitglied eines kölnischen Lehnsgerichts, das die Neuverlehnung des Dorfes Hausen in der Diözese Mainz durch die Kölner Kirche zum Gegenstand hatte. Aus dieser Ehe gingen zwei Söhne hervor, Heinrich und Conrad Beyer von Boppard. Lisa überlebte auch ihren zweiten Gemahl um 25 Jahre. Am 7. Mai 1376 fand ein gütlicher Vergleich zwischen ihr, der Witwe Ritter Heinrichs Beyer von Boppard einesteils, und Heinrich Herrn zu Pyrmont, Conrad Beyer und Heinrich Beyer Gebrüder, ihren Söhnen, andernteils statt. Lisa übertrug sich dabei die halben Wasen Lösnich mit allen Erbgütern und Erbburglehen aus der Hinterlassenschaft ihres Bruders „Conrad von Lösnich (Loisenich)“. Ihren Söhnen sprach sie die andere Hälfte der Hinterlassenschaft zu. Nach ihrem Tod sollte aber ein jeder ihrer Söhne zur Erbschaft Conrads ohne weiteres zugelassen werden.

## Altarstiftung im Kloster Marienberg

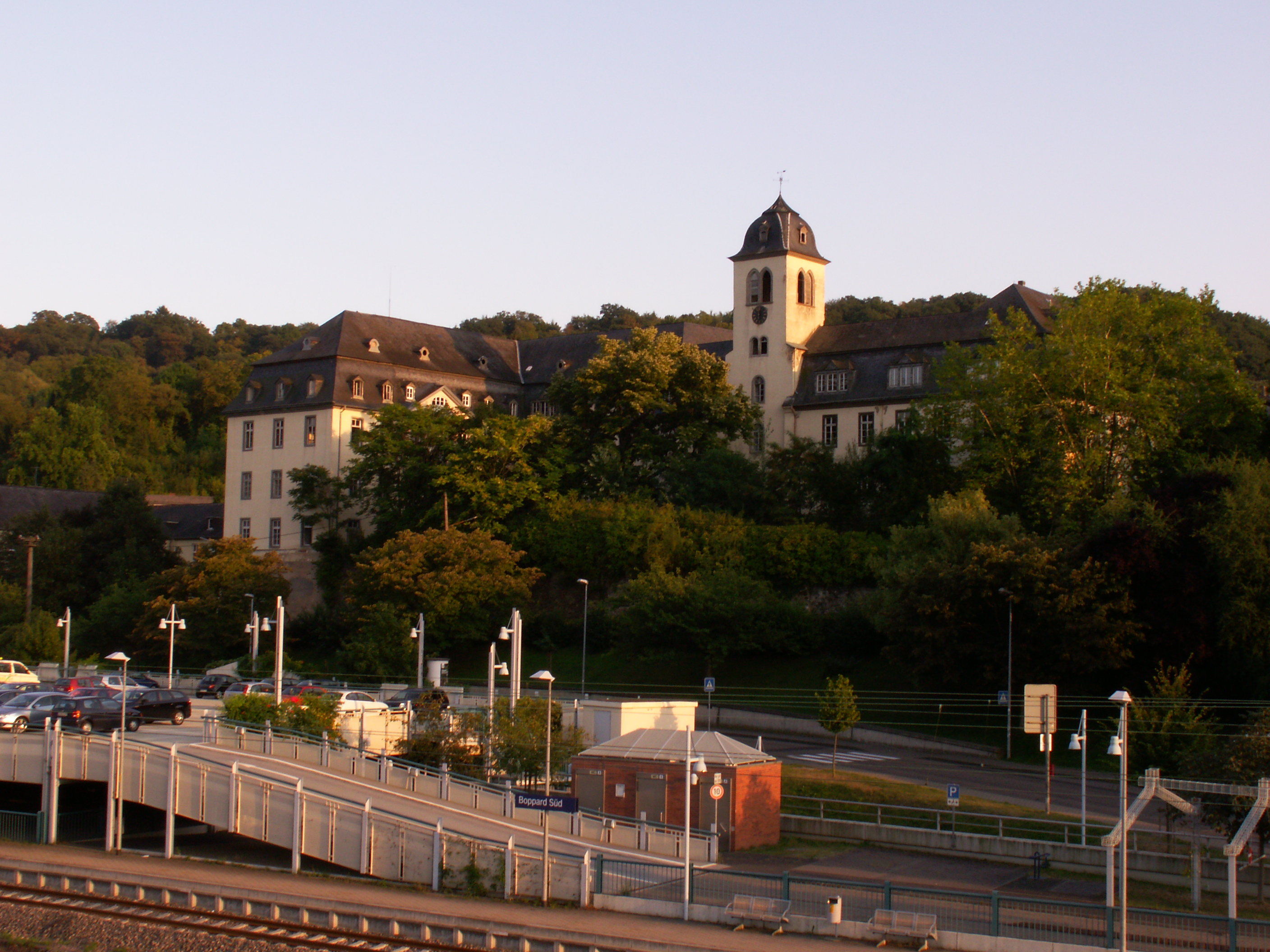
Das ehemalige Kloster Marienberg in Boppard

Durch ihren zweiten Gemahl hatte Lisa von Lösnich auch Verbindungen mit dem bei Boppard am Rhein gelegenen Kloster Marienberg. Im November 1392 erhob Erzbischof Wernherr von Trier den von Lisa von Pyrmont (von Lösnich), der Witwe Heinrichs Beyer von Boppard im Kloster Marienberg fundierten St. Euchariusaltar zu einem „Beneficium Ecclesiasticum“.

## Armen- und Memoriamstiftung
Abt Jofried vom St. Matthias Kloster zu Trier und Obersten des Klosters Marienberg bei Boppard bestätigte am 29. August des Jahres 1399 eine Armenstiftung durch Lisa von Pyrmont (v. Lösnich) und die Stiftung eines Memoriams (Jahrgedächtnisses) für Lisa von Pyrmont und ihren verstorbenen Ehemann Heinrich Beyer von Boppard. Die Armenstiftung bestand aus 200 Florin und 5 Weingärten, wofür die Küsterin des Klosters jährlich 12 Röcke, 12 Hemden und 12 paar Schuhen an Arme geben sollte. Die Zahlung der 200 Florin ist jedoch nicht mehr durch Lisa erfolgt. Am 26. November 1399 übernahm Conrad Beyer von Boppard die von seiner Mutter zu zahlenden 200 Florin neben 2 Florin Jahresrente für das Jahrgedächtnis seiner Mutter, die inzwischen verstorben war.
1392 bestätigt Erzbischof Wernherr von Trier, dass er von Lisa von Lösnich, der Witwe von Pyrmont, die Dörfer Oberstattfeld und Wydenbruch gepachtet hat.

## Die Grabplatte der Eheleute Heinrich VI. Beyer v. Boppard und Lisa v. Lösnich
Ihre letzte Ruhe fand Lisa von Lösnich an der Seite ihres 2. Gemahls Heinrich VI. Beyer von Boppard im Kloster Marienberg in Boppard.
Die Grabplatte ihrer Ruhestätte gehörte zu den drei wertvollsten Grabmonumenten des Klosters Marienberg. Sie wurde 1914 verkauft und gelangte über den Kunsthandel an das Kaiser Friedrich-Museum in Berlin (Kat.-Nr. A E 363-365), heute Bodemuseum. Die Grabplatten aus rotem Sandstein für Mitglieder dreier aufeinander folgender Generationen der Familie Beyer von Boppard entstanden um 1355, 1376/1390 und 1395/1421.99 Die 312 × 167 cm große Platte zeigt die Figuren der Verstorbenen, Heinrich VI. Beyer und seiner Gemahlin Lisa von Lösnich. Heinrich VI. war bereits 1376 verstorben. In den vier Ecken der Grabplatte sind die Wappen abgebildet, von denen die der Beyer von Boppard, von Lösnich und Waldbott erkennbar sind. Heinrich Beyer von Boppard, Lisas v. Lösnich zweiter Ehemann, hatte 1368 Herrschaft und Burg Lösnich zu einem churkölnischen Mannlehen erhoben. Der Eintrag dieses Aktes ins Churkölnische Mannbuch führte zur ersten schriftlichen Erwähnung der Burg in Lösnich.

## Wappenfortführung von Lösnich – Beyer von Boppard

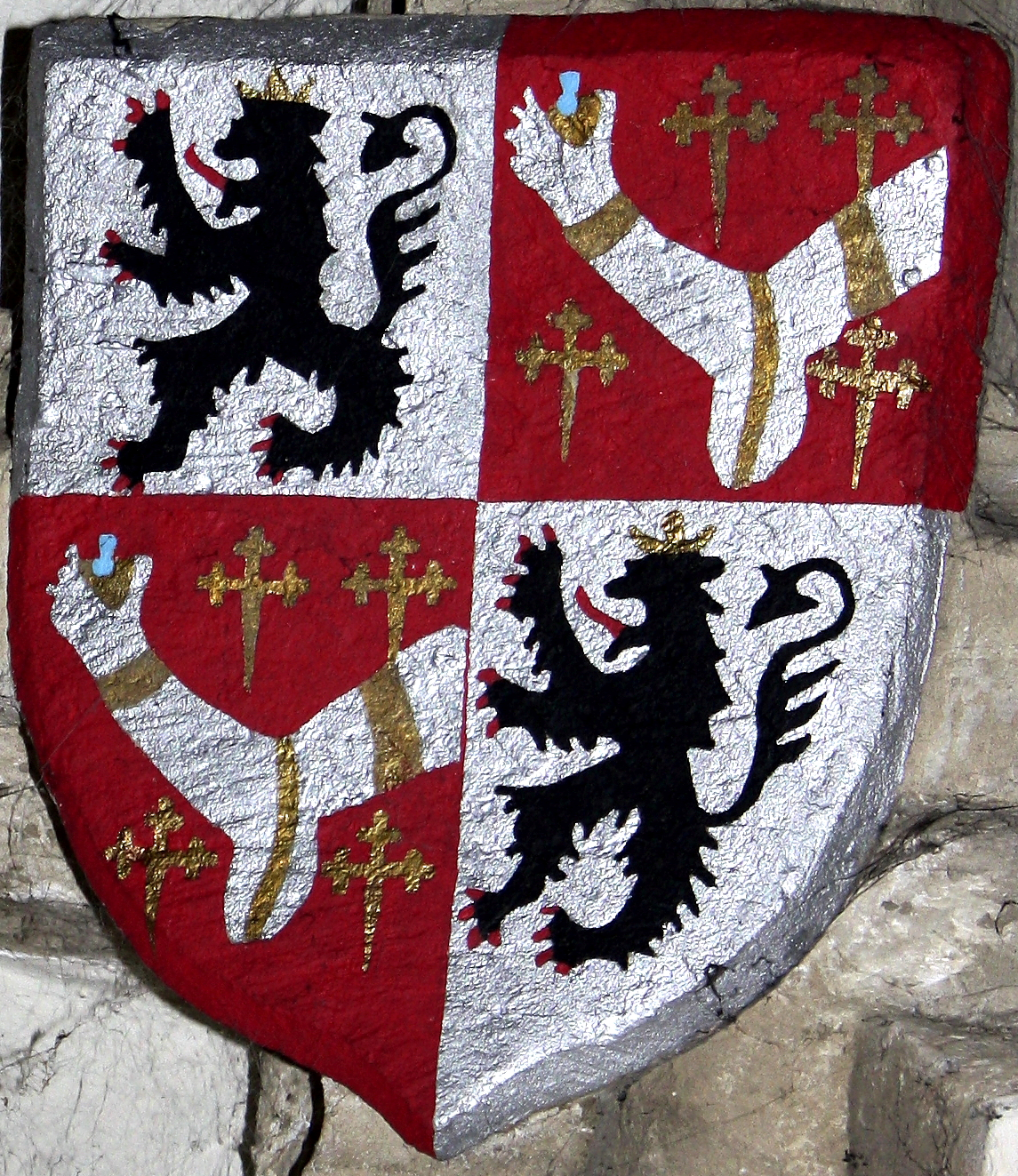
Vermehrtes Wappen Beyer von Boppard und von Lösnich als Ahnenprobe in der Kirche St. Martin in Septfontaines in Luxemburg

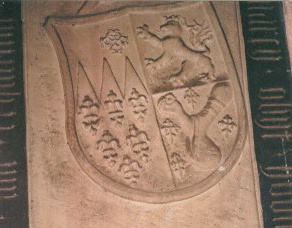
Wappenabbildung der Witwe Kunigundis, einer Urenkelin von Lisa von Lösnich und Heinrich Beyer von Boppard im Kreuzgang des ehemaligen Klosters Marienberg in Boppard. Der Lösnicher Frauenarm ist unten rechts.

Das Wappen der Beyer von Boppard war ein schwarzer rotgekrönter Löwe in Silber. Conrad Beyer, einer der Söhne aus der Ehe mit Lisa von Pyrmont (von Lösnich), quartierte das Wappen bei seiner Baronisierung mit dem von Lösnich, das seine Mutter Lisa führte. Dieses Wappen, ursprünglich ein silberner Frauenarm mit Hängeärmel in Rot, führten auch die von Kröv, von Wolmeroth, von der Leyen, die von Malberg und andere. Das Wappen findet sich frühzeitig auch in anderen Gegenden, so dass bei den Trägern desselben nicht immer auf Stammverwandtschaft geschlossen werden kann. Eine liebevoll restaurierte Darstellung des vereinigten Wappens der Beyern von Boppard und von Lösnich findet sich in der Pfarrkirche St. Martin in der luxemburgischen Gemeinde Septfontaines auf einem Schlussstein im Gewölbe, dessen Fertigstellung datiert ist auf das Jahr 1516.
Eine ähnliche Darstellung findet sich auch in der Dekanatskirche Niederwiltz im Großherzogtum Luxemburg. Das mit insgesamt 8 Wappenbildern ausgestattete Grabmal der jung verstorbenen Katharina von Wiltz aus dem Jahre 1573 zeigt auch das mit dem Lösnicher Wappen vermehrte Wappen der Beyer von Boppard als eine der Ahnenproben.
Im Kreuzgang des ehemaligen Bopparder Klosters Marienberg findet sich auf dem Grabstein der im Jahre 1476 verstorbenen Witwe Kunigundis ebenfalls eine gut erhaltene Wappendarstellung, die auch das Motiv des Lösnicher Wappenmotivs des hängenden Frauenärmels zeigt. Es handelt sich hier wohl um den Grabstein einer Urenkelin von Lisa von Lösnich und Heinrich VI. Beyer von Boppard.
Georg Bernhard Beyer von Boppard, ein Enkel von Lisa von Lösnich und Heinrich VI. Beyer von Boppard in 9. Generation fiel 1598 im Krieg gegen die Türken bei Ofen (Budapest) in Ungarn. Er war der letzte männliche Vertreter seines Geschlechts. Neben dem Hauptaltar auf der Evangelienseite der Klosterkirche war ihm ein Denkmal errichtet worden. Die Kirche fiel 1802 einem Brand zum Opfer. Das Denkmal gilt mittlerweile als verschollen. Auf diesem Denkmal war neben dem in seiner Prunkrüstung mit gefalteten Händen knienden Freiherrn auch sein Vollwappen abgebildet, das Wappen der Beyer von Boppard quartiert mit dem Wappen der Ritter von Lösnich.
Die Weiterführung des Lösnicher Wappens auf den Wappenmotiven der Beyer von Boppard und des Pyrmonter Rittergeschlechts deuten darauf hin, dass es sich bei diesem im 14. Jahrhundert erloschenen Lösnicher Rittergeschlecht um eine angesehene Familie im moselländischen Ritteradel gehandelt haben muss.

## Rizzabruderschaft
Lisa von Lösnich (von Pyrmont) war auch Mitglied der Koblenzer Rizza-Bruderschaft. Unter mehreren hundert Personen aus Koblenz und Umgebung ist ihr Name „Lisa von Piermont“ in einem Mitgliederverzeichnis aus den Jahren 1390 bis 1480 aufgeführt. Die Gebeine der seligen Rizza werden noch heute in einem Reliquienkasten auf dem Hochaltar in der St.-Kastor-Kirche aufbewahrt. Der Rizzaschrein im nördlichen Seitenschiff der St.-Kastor-Kirche in Koblenz wurde 1894 von dem Koblenzer Kunsthandwerker Meyer geschaffen. Der Legende nach war Rizza eine Tochter Ludwigs des Frommen. Laut eines Berichts der Koblenzer Bürgerschaft aus dem Jahre 1265 seien an ihrem Grab in St. Kastor bei ihrer Anrufung Zeichen und Wunder geschehen, wie die plötzliche Heilung von Krankheiten und Gebrechen.

## Nachfahren über die Linie Beyer von Boppard

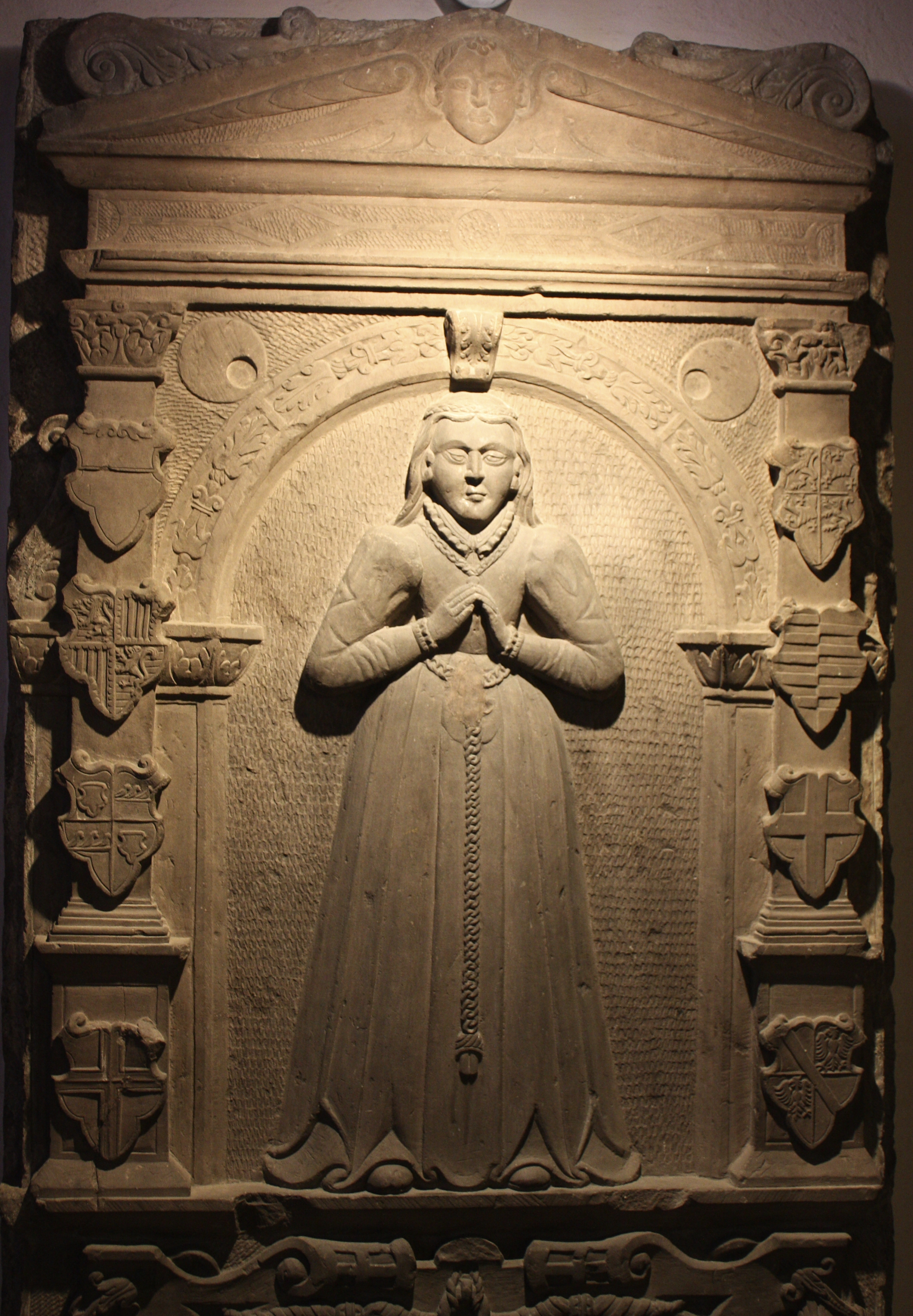
Grabmal der 1573 verstorbenen Katharina von Wiltz in der Dekanatskirche in Niederwiltz in Luxemburg (Teilaufnahme)

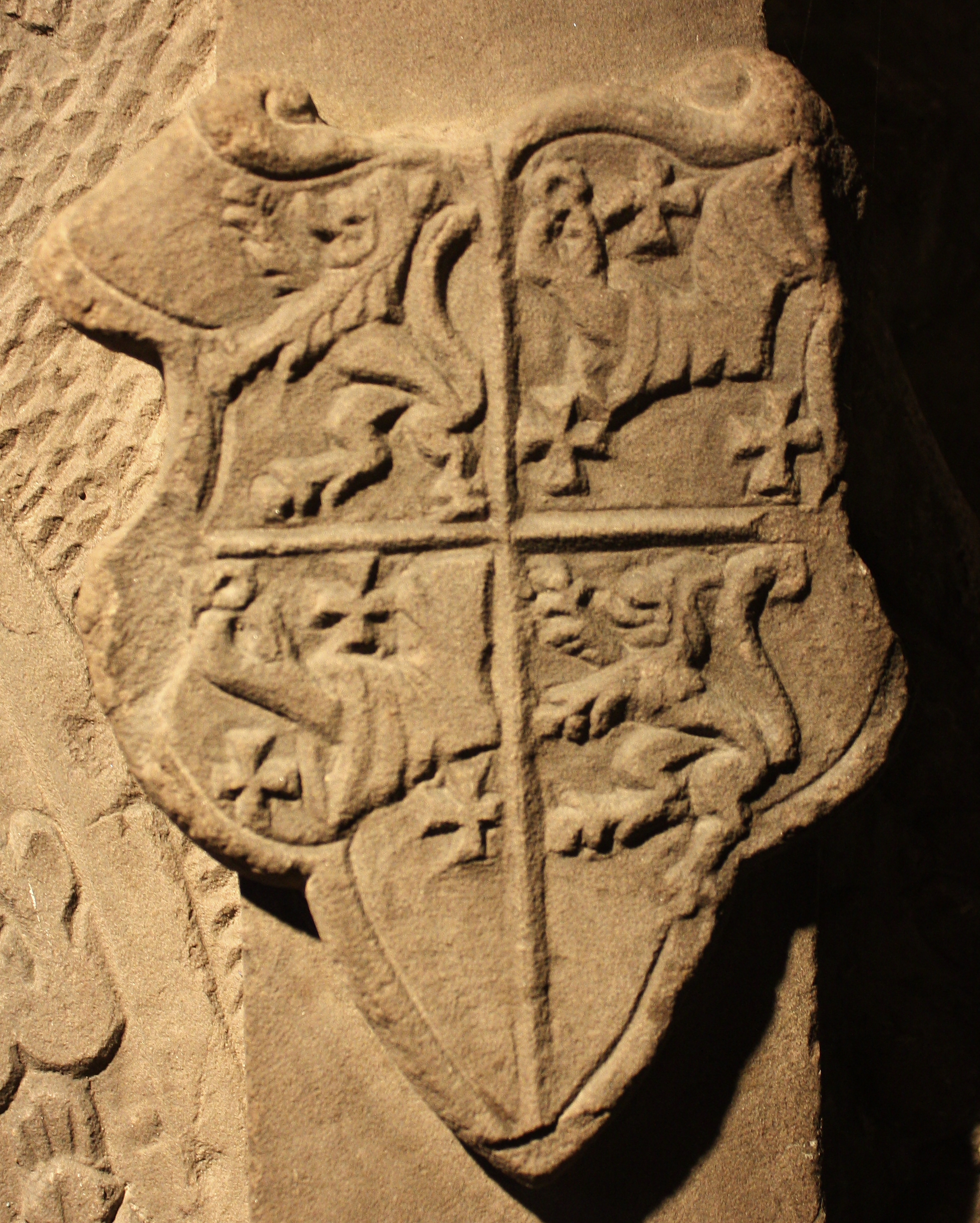
Vermehrtes Wappen Beyer von Boppard und von Lösnich als Ahnenprobe auf dem Grabmal der 1573 verstorbenen Katharina von Wiltz in der Dekanatskirche in Niederwiltz in Luxemburg

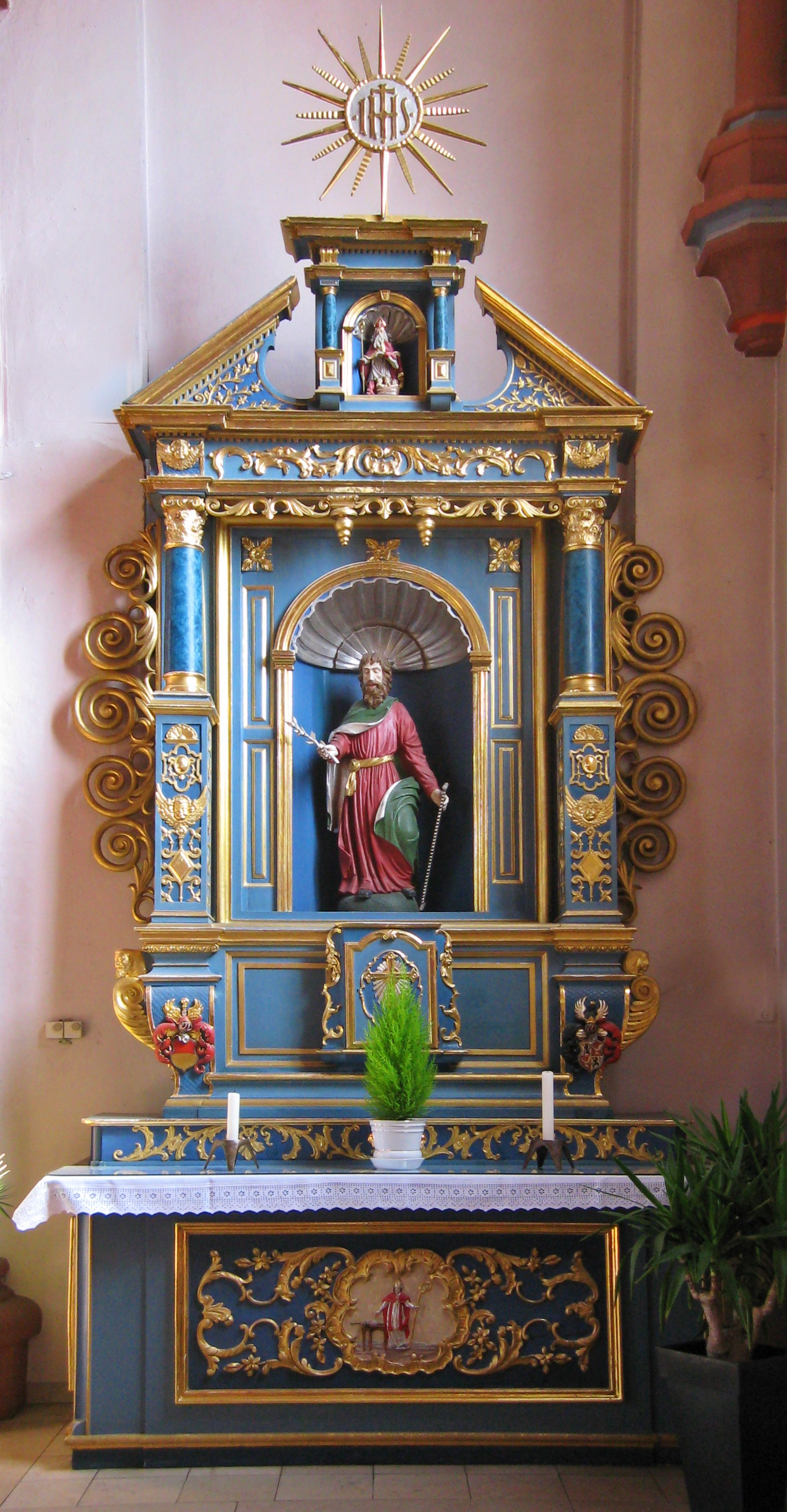
Der von Johannetta von Wiltz (1617–1622 Äbtissin der Abtei Fraulautern) gestiftete St. Josephsaltar in St. Maximin (Pachten). Rechts das Wappen Beyer von Boppard/von Lösnich.

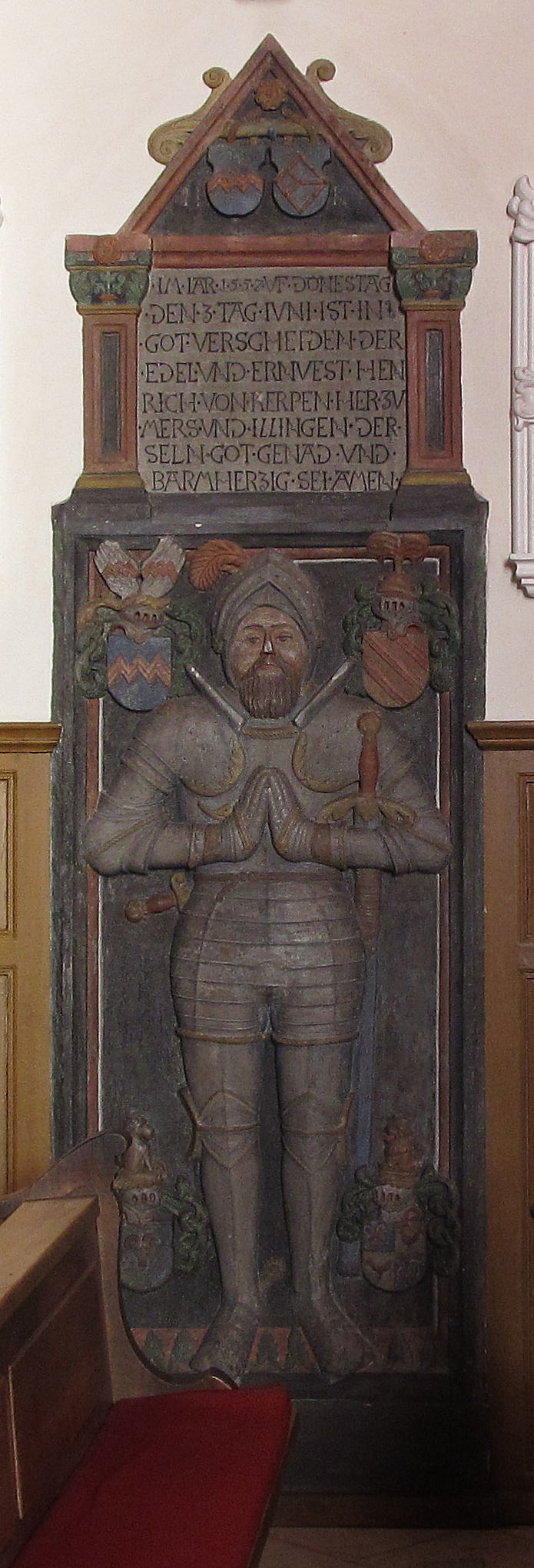
Grabmal des Heinrich von Kerpen in St. Stephan in Illingen. Unten rechts das vermehrte Wappen der Beyer von Boppard und von Lösnich (Wappen der mütterlichen Linie)

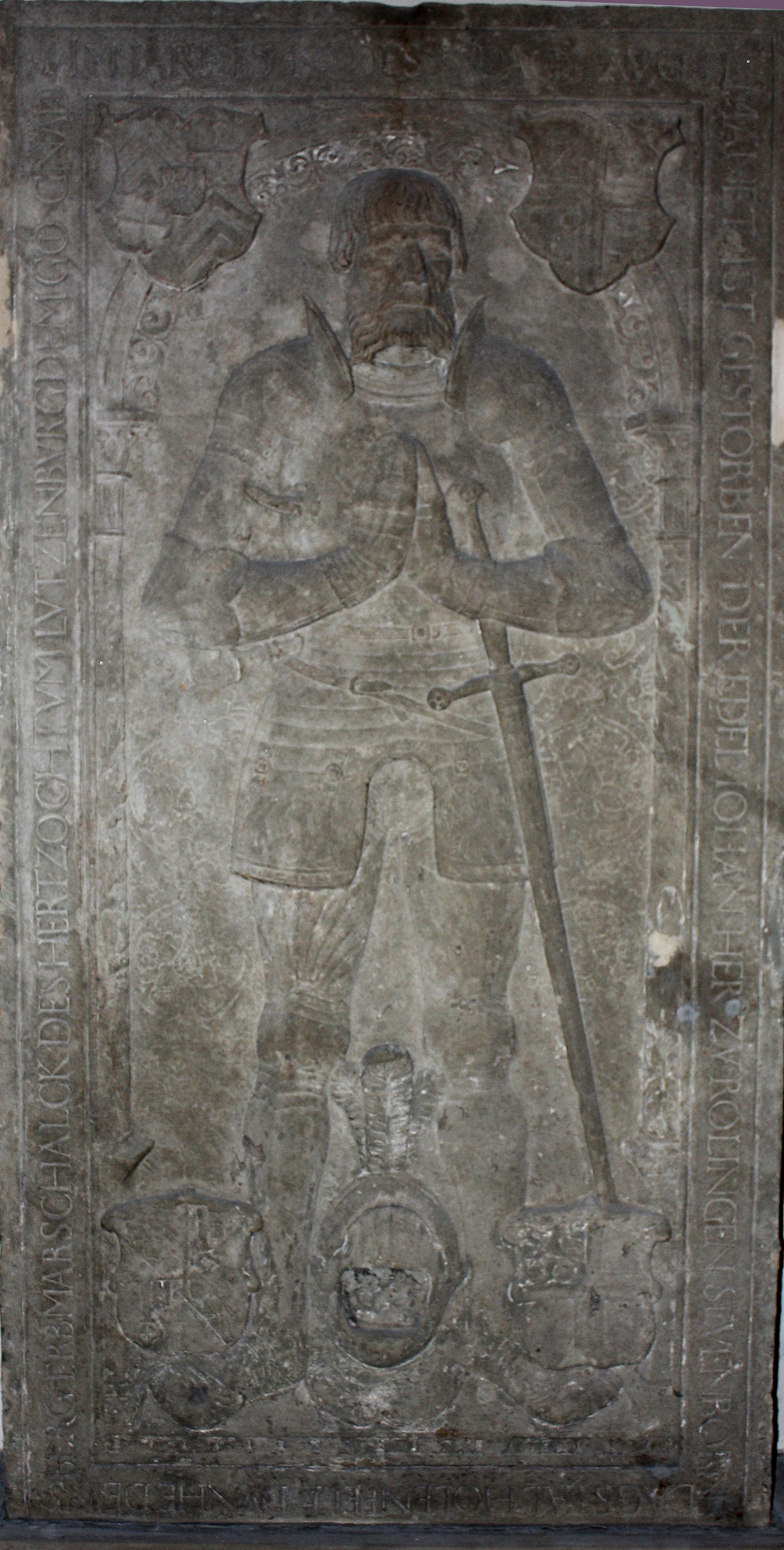
Grabmal von Johann VI. von Rollingen (von Raville) in der Kirche St. Martin in Septfontaines in Luxemburg

Nachdem Lisa von Pyrmont (Lösnich) 1399 verstorben war, folgte ihr in der Herrschaft Lösnich Conrad Beyer von Boppard, ihr Sohn aus zweiter Ehe mit Heinrich Beyer von Boppard. Durch die Ehe Conrads mit Maria von Parroye wurde Conrad veranlasst, seinen Wohnsitz nach Lothringen zu verlegen.
Conrad Beyer von Boppard (1415–1459), ein Sohn aus dieser Ehe und Enkel von Lisa von Lösnich, wurde Dompropst und Bischof in Metz.
Nachfahren von Lisa von Lösnich und der Linie Beyer von Boppard:
Hinweis Listenaufbau
- Lisa von Lösnich …
- Sohn Conrad …
- dessen Sohn Heinrich der VIII. …
- usw.
- Lisa von Lösnich (1330–1399) & Heinrich VI. Beyer von Boppard († 1375)
- Conrad Beyer von Boppard († 1421) & Maria von Parroye († 1395)
- Heinrich VIII. Beyer von Boppard (1408, 1420; † vor 1432) & Agnes von Ochsenstein (1411–1435)

Schwester: Elisabeth (Lyse) und Arnold VI. von Sierck
- Jakob I. von Sierck (1398–1456), Erzbischof und Kurfürst von Trier (1439–1456)

Bruder: Conrad Beyer von Boppard (1415; † 1459) Bischof von Metz
- Heinrich X. Beyer von Boppard (1432; † 1462) & Katharina Tochter Wenzels de la Tour & Katharina von Lenoncourt (1499; † vor 1466)

Bruder: Rudolph Beyer von Boppard (1432–1487) & Irmgard von Chrichingen (1435–1478)
Bruder: Johann Beyer von Boppard (1432; † 1476) Archidiakon in Würzburg, 1452 Chorbischof zu Trier und Metz
Schwester: Kunigunde Beyer von Boppard (1471; † 1476) & Adam, Kämmerer von Worms (1449; † 1463)
- Johann Beyer von Boppard (1462; † 1493) & Jehenne de Lenoncourt (1493)

Bruder: Conrad Beyer von Boppard (1442–1516) Herr zu Lösnich & Jeanette von Elter
- Heinrich Beyer von Boppard (1520–1542) & Elisabeth Gräfin von Nellenburg und Thengen
- Adam Beyer von Boppard (1492–1532) & Margarethe von Parroye & Madelaine de Chatelet (1492)
- Johann Beyer von Boppard (1520; † 1543) & Eva von Isenburg (1533; † vor 1545)
- Georg Beyer von Boppard (1543; † 1556) & Anna von Dopmartin & Anna von Neufchatel (1544)
- Adam Beyer von Boppard († 1537) & Maria von Malberg

Schwester: Claudia Beyer von Boppard (1556, 1563–1574) und Johann von Wiltz (1563–1574)
- Katharina von Wiltz (1567; † 1573), beigesetzt in Dekanatskirche Niederwiltz
Schwester:Johannetta von Wiltz (1617–1622 Äbtissin der Abtei Fraulautern)
Schwester: Claudia von Wiltz & Hans von Kerpen (1545–1611, Sohn von Heinrich von Kerpen, 1515–1557), Herr von Illingen

- Johann Walter von Kerpen (1602–1627), 1620 Eintritt in den Johanniterorden
Schwester: Anna von Kerpen (1608–1648) & Friedrich VII. von Fürstenberg (1576–1646), Herr zu Bilstein

- Franz Wilhelm von Fürstenberg (1628–1688), Deutschordensritter und Landkomtur der Ballei Westfalen
Bruder: Ferdinand von Fürstenberg (1626–1683), 1661 Fürstbischof von Paderborn

- Georg Bernhard Beyer von Boppard (1565; † 1598 vor Ofen)

Schwester: Anna Beyer von Boppard (1564–1625) & Christoph von Chrichingen (1590–1622)
Schwester:Maria Elisabet Beyer von Boppard & Johann v. Chatelet (1603–1609)
in 2. Ehe verheiratet mit Choisell, Freiherr von Clemont († 1624)
Weibliche Nachfahren aus der Linie von Conrad Beyer von Boppard und Lisa von Lösnich traten durch Heirat häufig in verwandtschaftliche Beziehungen mit dem lothringischen und moselländischen Adel.

### Elisabeth von Sierck (geb. Beyer von Boppard)
Elisabeth (Lyse) Beyer von Boppard, eine Tochter von Heinrich Beyer von Boppard und Enkelin von Lisa von Lösnich verehelichte sich mit Arnold VI. von Sierck. Das Geschlecht der Familie von Sierck war beheimatet im lothringischen Ort Sierck moselaufwärts von Trier. Arnold VI erbaute 1419 bis 1434 die Burg Meinsberg (Malbrouck) in direkter Nachbarschaft der Burg Sierck.

### Kurfürst Jakob I. von Sierck
Jakob von Sierck, ein Sohn von Arnold VI. von Sierck und Elisabeth Beyer von Boppard, also ein Urenkel von Lisa von Lösnich, wurde 1439 Erzbischof und Kurfürst von Trier. Einer seiner zeitgenössischen Weggefährten war Kardinal Nikolaus von Kues, mit dem er in enger Verbindung stand. Während der Amtszeit von Jakob von Sierck entstand eine wichtige geistliche Institution in der Nähe von Bernkastel-Kues in Klausen (Eifel). 1447 begann hier der Bau der Wallfahrtskirche, die der Erzbischof 1449 weihte.
Jakob von Sierck verstarb 1456 und wurde in der Liebfrauenkirche neben dem Trierer Dom beigesetzt. Sein Grabmal befindet sich heute im Dom Museum in Trier. Geschaffen wurde es von dem niederländischen Bildhauer Nikolaus Gerhaert von Leyden (1430–1473), einem bedeutenden Künstler der deutschen Spätgotik. Das künstlerisch wertvolle Denkmal zeigt als eines seiner frühen Werke den aufgebahrten Bischof in seinen liturgischen Gewändern.

### Dompropst Philipp von Sierck
Jakobs Bruder Philipp (1406–1492), ein weiterer Urenkel von Lisa von Lösnich, wurde Dompropst in Würzburg und Trier. Jakob selbst war 1455/1456 auch Koadjutor des Bistums Metz, wo wie bereits erwähnt sein Onkel Conrad Bayer von Boppard das Amt des Dompropstes und Bischof innehatte.

### Katharina von Wiltz
Durch die Heirat der Claudia Beyer von Boppard (1563–1574), einer Urenkelin in 9. Generation von Lisa von Lösnich, mit Johann von Wiltz (1563–1574) entstand die Verbindung zum Geschlecht der Familie von Wiltz. Die von Wiltz waren in der Stadt Wiltz in Luxemburg ansässig. Hier in der alten Dekanatskirche befindet sich noch das sehr gut erhaltene Grabmal der am 23. April 1573 im 8. Lebensjahr verstorbenen Katharina von Wiltz. In der vorhandenen Ahnenprobe findet sich auch hier das quartierte Wappen der Beyer von Boppard und von Lösnich wieder.

### Johannetta von Wiltz
Johannetta war vermutlich eine Schwester von Katharina von Wiltz. Von 1617 bis 1622 war sie Äbtissin in der Abtei Fraulautern im Herzogtum Lothringen. In der Kirche St. Maximin in Pachten, einem Stadtteil von Dillingen findet sich ein von ihr gestifteter Altar, der St. Josephsaltar. Zwei dort angebrachte Wappen verweisen auf ihre Herkunftsfamilien. Zum einen das Wappen der Familie von Wiltz und zum anderen das vermehrte Wappen der Familie Beyer von Boppard und von Lösnich, wie es auch im luxemburgischen Septfontaines (Simmern) und Wiltz zu finden ist.

### Hans Heinrich von Kerpen
Claudia von Wiltz, die Tochter von Johann von Wiltz und Claudia Beyer von Boppard heiratete Hans Heinrich von Kerpen, Herr von Illingen. Der eigentliche Stammsitz des Geschlechts von Kerpen war die Burg Kerpen bei Daun. Anna von Kerpen (1608–1640), eine Tochter aus dieser Ehe, heiratete Friedrich VII. von Fürstenberg. Ihr Bruder Johann Walter von Kerpen trat 1620 dem Johanniterorden bei. Ein Gedenkstein Johann Walter’s findet sich in der Stadtkirche in Lohr a. Main. Er war 1627 gewaltsam zu Tode gekommen, wie die Grabinschrift berichtet. Johann Walter wie auch Anna von Kerpen sind auch über ihre väterliche Linie von Kerpen Ururenkel eines Mitglieds der Familie Beyer von Boppard. Ururgroßvater Jakob von Kerpen (1462–1477) war verheiratet mit Johanna Beyer von Boppard, einer Ururenkelin von Lisa von Lösnich und Heinrich Beyer von Boppard. Anna schenkte ihrem Mann Friedrich VII. 15 Kinder. Franz Wilhelm von Fürstenberg (1628–1688), einer ihrer Söhne, und Urenkel von Lisa von Lösnich in 11. Generation, wurde Deutschordensritter und Landkomtur der Ballei Westfalen.
Franz Wilhelms Bruder Ferdinand von Fürstenberg (1626–1683), wurde 1661 Fürstbischof von Paderborn.

### Johann der VI. von Rollingen (de Raville)
Über die Linie von Sierck erwuchs durch Heirat eine Verbindung zum luxemburgischen Adelsgeschlecht von Raville (von Rollingen). Das Grabmal des Johann VI. von Rollingen († 1540) im Chor der Kirche St. Martin in dem luxemburgischen Ort Septfontaines ist noch sehr gut erhalten. Johann VI. ist ein Urururenkel von Lisa von Lösnich. In den Schlusssteinen der Deckengewölbe in St. Martin ist u. a. auch die Ahnenfolge von Johann dem VI. abgebildet. Darunter auch das quartierte Wappen der Familie der Beyer von Boppard und der von Lösnich.

## Weitere Entwicklung der Besitzverhältnisse des Pyrmontischen Erbanteils der Herrschaft Lösnich
Das Pyrmontische Drittel der Herrschaft Lösnich, das Cuno IX.von Pyrmont 1409 an seinen Onkel Conrad Beyer veräußert hatte, befand sich 1476 im Besitz der Junker von Strasbach. In der Folgezeit traten verschiedene Junkergeschlechter als Grundherrn auf. Dazu zählten die Schaflützel von Kerpen, die Roben von Seinzfeld und die Kolben von Wasenach und später auch die von Lyser, die Raab von Bünderich, um nur einige zu nennen. Dieses als Junkerteil bezeichnete Drittel der Herrschaft Lösnich, das keine Anteile und Rechte an der Burg selbst hatte, wurde 1615/16 von Kurfürst Lotharius von Metternich für seinen Vetter Christoph von Chrichingen erworben. Christoph hatte durch seine Ehe mit Anna Beyer von Boppard, der Schwester des Georg Beyer von Boppard, die Herrschaft Lösnich um die Wende des 16. Jahrhunderts an sich gebracht.